# Lebrade
Lebrade ist eine Gemeinde im Kreis Plön in Schleswig-Holstein.

## Geografie
Die Kreisstadt Plön liegt in einer wald- und seenreichen Umgebung etwa 7 km südlich von Lebrade, die Landeshauptstadt Kiel etwa 28 km nordwestlich und Lütjenburg etwa 17 km nordöstlich.
Die Gegend ist durch zahlreiche Seen geprägt, zu ihnen zählen der Lebrader Teich, der Rixdorfer Teich, der Neubrooksteich, der Neue Teich, der Ketelsbeker Teich, der Osterwischteich, der Rummel Teich, der Knipp Hagelsteich sowie der Schluensee.
Das etwa 146 ha große Naturschutzgebiet Vogelfreistätte Lebrader Teich dient vor allem dem Vogelschutz. 
Im Südosten des Gemeindegebietes liegt ein Teil des Schluensees. Dieser ist Teil des europäischen  NATURA 2000-Schutzgebietes FFH-Gebiet Grebiner See, Schluensee und Schmarkau. 
Im Südwesten liegt das im Jahre 1974 gegründete Naturschutzgebiet Rixdorfer Teich und Umgebung, das flächenmäßig deckungsgleich ist mit dem 1996 gegründetem FFH-Gebiet NSG Rixdorfer Teiche und Umgebung. Dieses FFH-Gebiet bildet zusammen mit dem FFH-Gebiet  NSG Vogelfreistätte Lebrader Teich das europäische Vogelschutzgebiet Teiche zwischen Selent und Plön.

## Gliederung
Lebrade besteht aus den Ortschaften Lebrade, Kossau und Rixdorf sowie Buchholz.

## Geschichte

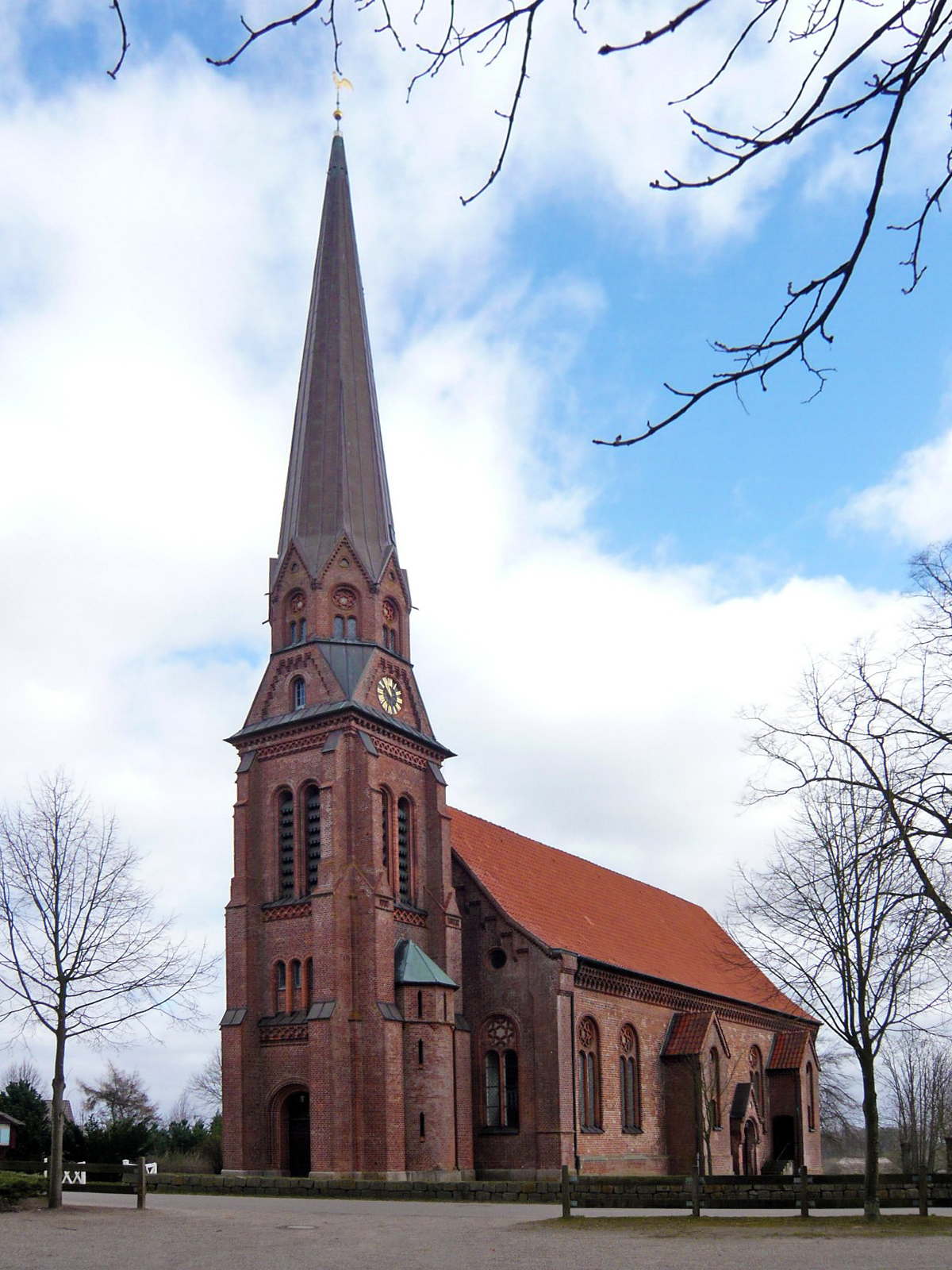
Kirche zu Lebrade

Die Kirche wurde 1240 erstmals erwähnt. Im Kern handelt es sich heute um einen 1699–1700 unter Einbeziehung der Nordwand des romanischen Vorgängerbaus auf Befehl des dänischen Königs Christian V. errichteten barocken Saalbau. Die Erstfassung der Ausmalung in Akanthusornamentik nach Vorbild der Rendsburger Christkirche wurde unter dem Rixdorfer Kirchenpatron Reichsgraf Wulf Hinrich von Baudissin 1758 in Rocaille-Formen erneuert. Nachdem sie 1830 überputzt worden waren, wurde die Rokoko-Fassung 1986–1988 freigelegt und restauriert.
Das Äußere ist 1873–1874 durch den Kieler Architekten Heinrich Moldenschardt in neugotischen Formen umgestaltet worden. Gleichzeitig kam es zum Anbau des markanten Westturmes, der einen früheren hölzernen Glockenturm ersetzt.

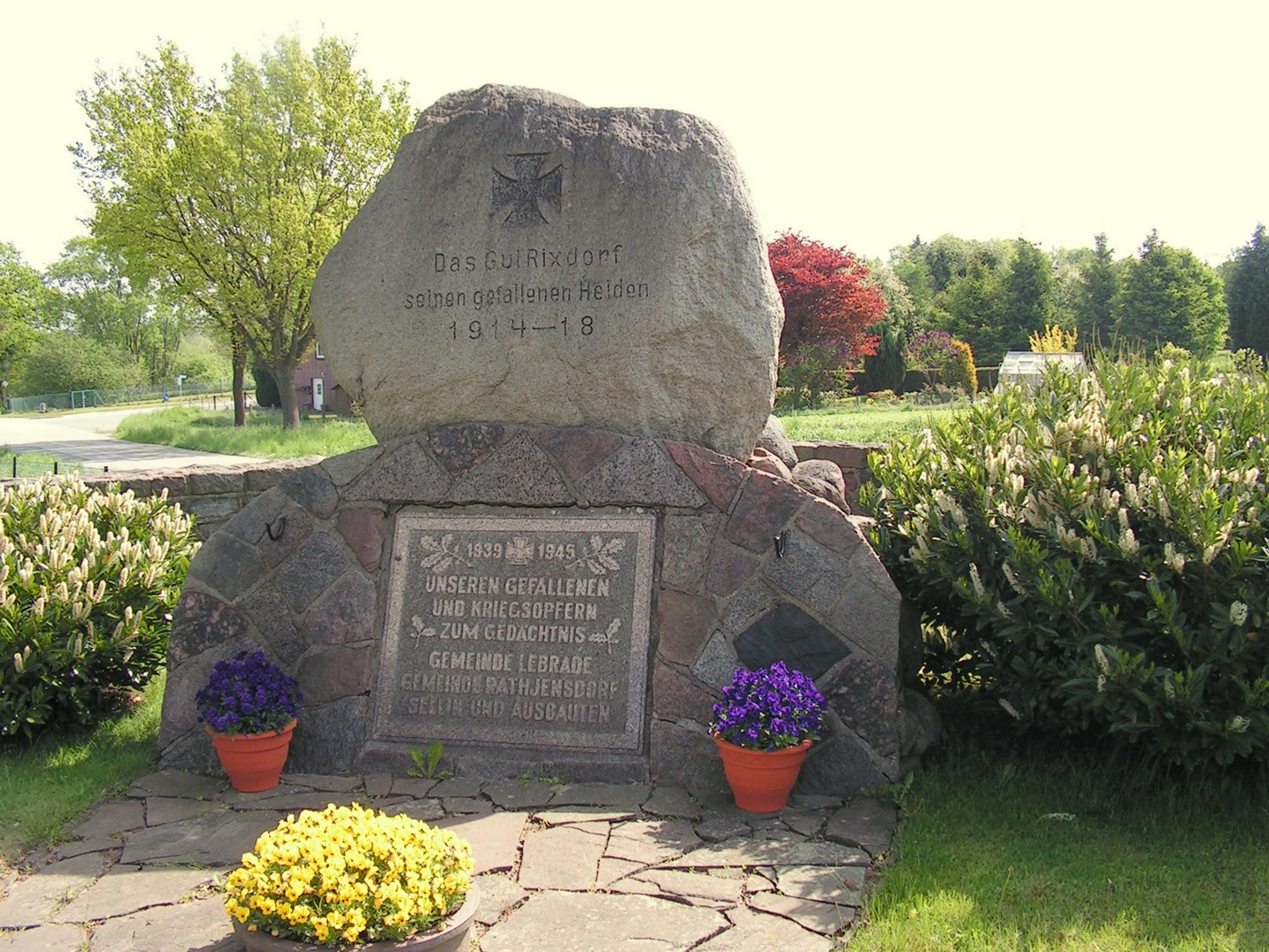
Gedenkstätte für die Gefallenen der Gemeinde

## Gut Rixdorf
Rixdorf liegt in einer Senke an der Kossau, einem kleinen Fluss. Das Herrenhaus, ein spätbarocker Ziegelbau, war ursprünglich durch einen Wassergraben umgeben, der heute jedoch aufgefüllt ist. Bemerkenswert ist das 99 m lange Torhaus des Guts. Zwischen 1745 und 1748 wurde ein Rokoko-Garten um das Herrenhaus angelegt, von dem jedoch nicht mehr viel erhalten ist.
Das Gut wurde 1424 als Besitz des Ritters von Riclikesdorp erwähnt. Die denkmalgeschützten Reetdachbauten auf dem Gut sind weitgehend im Originalzustand erhalten. Das Gut wird heute landwirtschaftlich genutzt.

## Politik

### Gemeindevertretung
Bei der Kommunalwahl am 14. Mai 2023 wurden insgesamt neun Sitze vergeben. Von diesen erhielten sowohl die SPD, als auch die Aktive Bürgervereinigung Lebrade und die CDU jeweils drei Sitze.

### Wappen
Blasonierung: „Gespalten und hinten geteilt. Vorn in Blau zwei schräggestellte goldene Schlüssel, hinten oben in Silber ein schräglinker blauer Wellenbalken, unten in Rot ein silberner Topfhelm mit zwei außen mit Federbüscheln besteckten Hörnern.“

## Verkehr
Östlich von Lebrade verläuft die Bundesstraße 430 von Plön nach Lütjenburg.

## Söhne und Töchter der Gemeinde

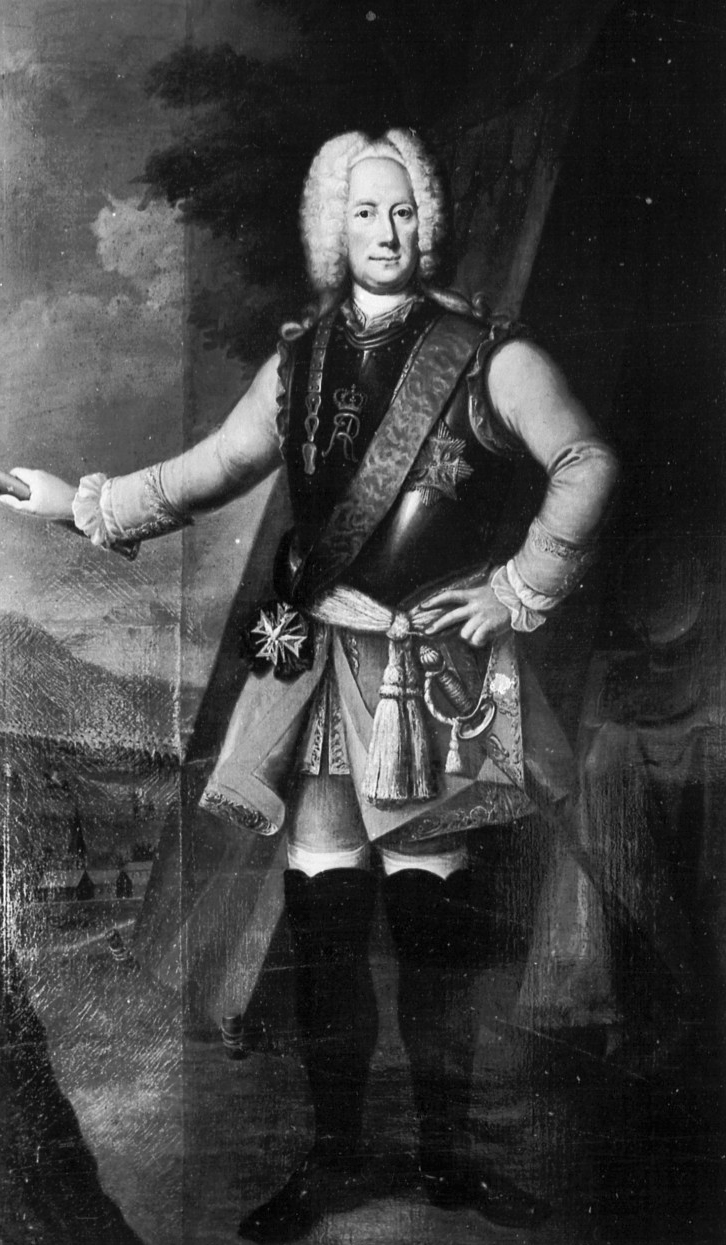
Wolf Heinrich von Baudissin

- Wolf Heinrich von Baudissin, auch von Baudis, ab 1641 Reichsgraf von Baudissin (* 1. September 1671 auf Gut Rixdorf; † 24. April 1748), kursächsischer Kabinettsminister, General im Großen Nordischen Krieg